# Cheviot (Schaf)
Das Cheviot-Schaf ist eine Hausschafrasse, benannt nach ihrem ursprünglichen Herkommen, der Bergregion Cheviot Hills auf beiden Seiten der schottisch-englischen Grenze zwischen Northumberland und den Scottish Borders. Sie wird als Zweinutzungsrasse wegen ihrer Wolle und ihres Fleisches geschätzt und ist heute besonders im Nordwesten Schottlands, in Wales, in Irland sowie in der Grafschaft Devon im Südwesten Englands verbreitet. Kleinere Bestände finden sich in Norwegen, Australien, Neuseeland und den USA.

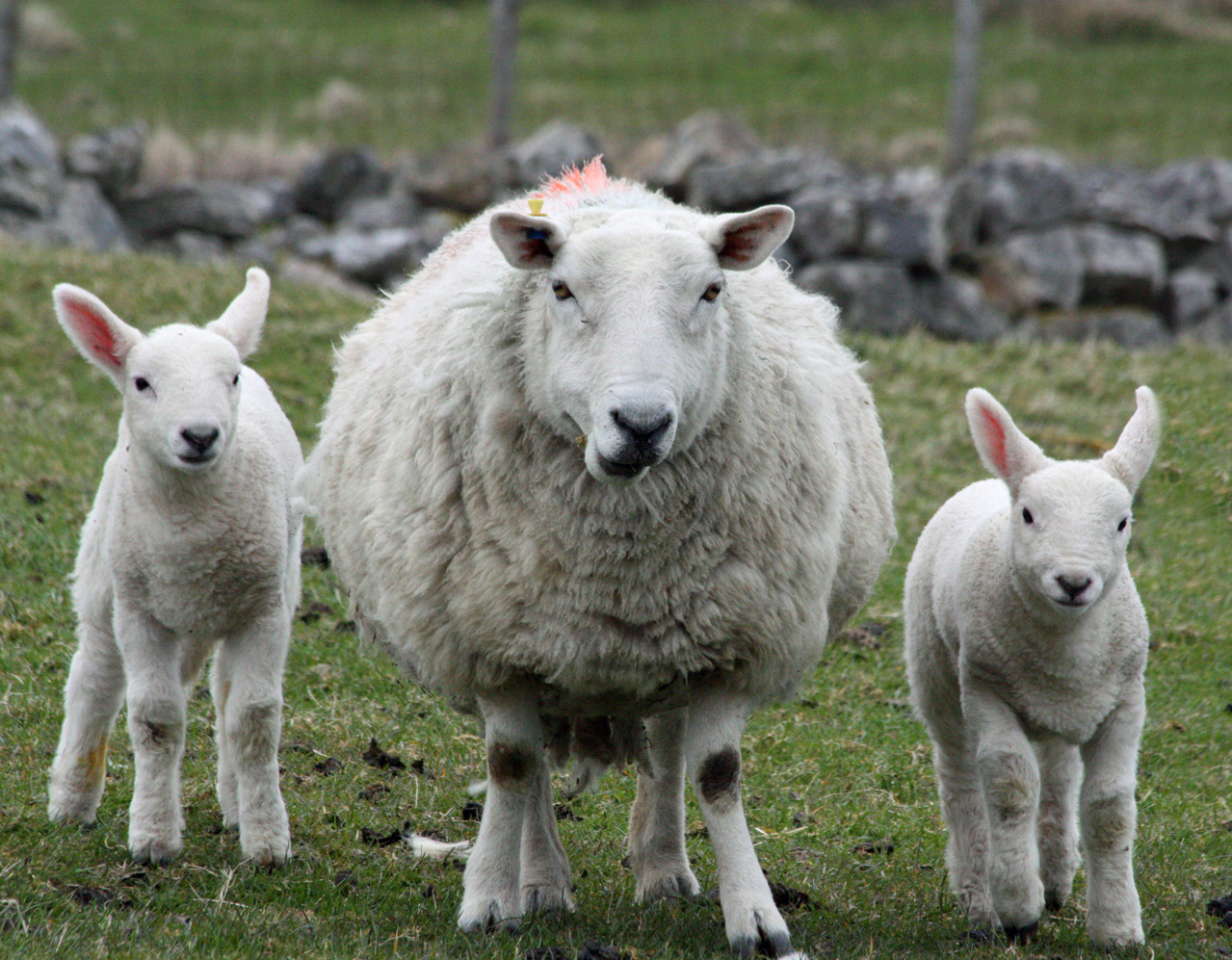
Cheviot Mutterschaf mit Zwillingen

Cheviots wurden bereits 1372 als besonders robust und widerstandsfähig erkannt, da sie in den klimatisch rauen, windigen Cheviot Hills sehr gut gediehen. Cheviots haben eine kräftige Verfassung, lammen leicht, sind gute Mutterschafe und erreichen relativ schnell Geschlechtsreife. Sie sind sehr aufmerksam, aktiv und selbständig und erfordern nur wenig Pflege. Ausgewachsene Böcke erreichen ein Gewicht von 72–90 kg, Mutterschafe 55–72 kg. Beide Geschlechter sind normalerweise hornlos, aber Böcke können Hörner entwickeln. Das Gesicht ist weiß, Nase und Maul sind schwarz, Kopf und Beine sind ohne Wolle. Die Füße sind hart, schwarz und wenig anfällig für Klauenfäule. Auch gegen Wurmbefall sind die Tiere verhältnismäßig resistent. Da ihr Gesicht ohne Wollbewuchs ist, leiden sie nie an Wollblindheit.
Das Cheviot ist ein Langwollschaf: Ein Mutterschaf produziert jährlich 2,25–4,5 kg Wolle. Das Vlies ist dicht und lang-stapelig (7,5–12 cm), und die Wollfaser hat einen Durchmesser zwischen 27 µm und 33 µm.